# 灰頂火雀
灰頂火雀（學名：Lagonosticta rubricata）是梅花雀科火雀屬的一種鳥類，廣泛分佈於非洲。估計牠們的全球覆蓋達540萬平方公里。